# HESA Šáhid-136
HESA Šáhid-136 (persky شاهد ۱۳۶‎) je íránská vyčkávací munice, bezpilotní autonomní sebevražedný („kamikaze“) rojový dron s tlačným motorem, určený k ničení pozemních cílů. Vyvinula jej společnost Iran Aircraft Manufacturing Industries (HESA). Je odpalován v násobcích z připraveného odpalovacího stojanu (v dávkách od pěti kusů a výše) a navržen tak, aby se vyhnul a svým počtem zahltil protivzdušnou obranu cíle. Dron byl odhalen v prosinci 2021 prostřednictvím zveřejněných záběrů a předpokládá se, že systém byl nejprve aktivně nasazen v oblastech kontrolovaných Hútíi v Jemenu.
Během ruské invaze na Ukrajinu v roce 2022 obvinili Ukrajina a její západní spojenci Rusko, že od září 2022 používá ruská armáda drony Šáhid-136, byť přeznačené na ruské označení „Geraň-2“ (rusky  Герань-2, doslova „Kakost-2“). Írán opakovaně popřel, že by posílal zbraně pro použití ve válce na Ukrajině, a tvrdil, že je neutrální, a že tato tvrzení jsou nepodložená a jsou součástí propagandistické kampaně proti Íránu. 29. května 2023 ukrajinské vzdušné síly oznámily, že sestřelily 37 střel s plochou dráhou letu Ch-101/Ch-555 a 29 útočných dronů Šáhid 136/131.

## Design
Jedná se o středoplošník s delta křídlem a stabilizačními kormidly na jejích koncích. V příďové části je umístěna bojová hlavice a také optika potřebná pro přesné navádění. Motor je umístěn v zadní části trupu a pohání dvoulistou tlačnou vrtuli. Dron je dlouhý 3,5 m s rozpětím křídel 2,5 m, letí rychlostí přes 185 km/h a váží asi 200 kg.
Drony startují téměř vodorovně pod mírným úhlem vzhůru. V úvodní fázi letu jim pomáhá pomocná raketa, která je po startu ihned odhozena, načež řízení převezme běžný motor MD 550 (čínská kopie německého leteckého motoru Limbach L550e).
Vzhledem k přenosnosti celé odpalovací sestavy ji lze jednoduše namontovat na korbu jakéhokoli vojenského, nebo běžného nákladního automobilu, což umožňuje operace způsobem „udeř a uteč“.

## Operační historie

### Občanská válka v Jemenu v roce 2014
Podle týdeníku Newsweek byl dron v roce 2020 použit Hútíi v jemenské občanské válce.

### Ruská invaze na Ukrajinu v roce 2022

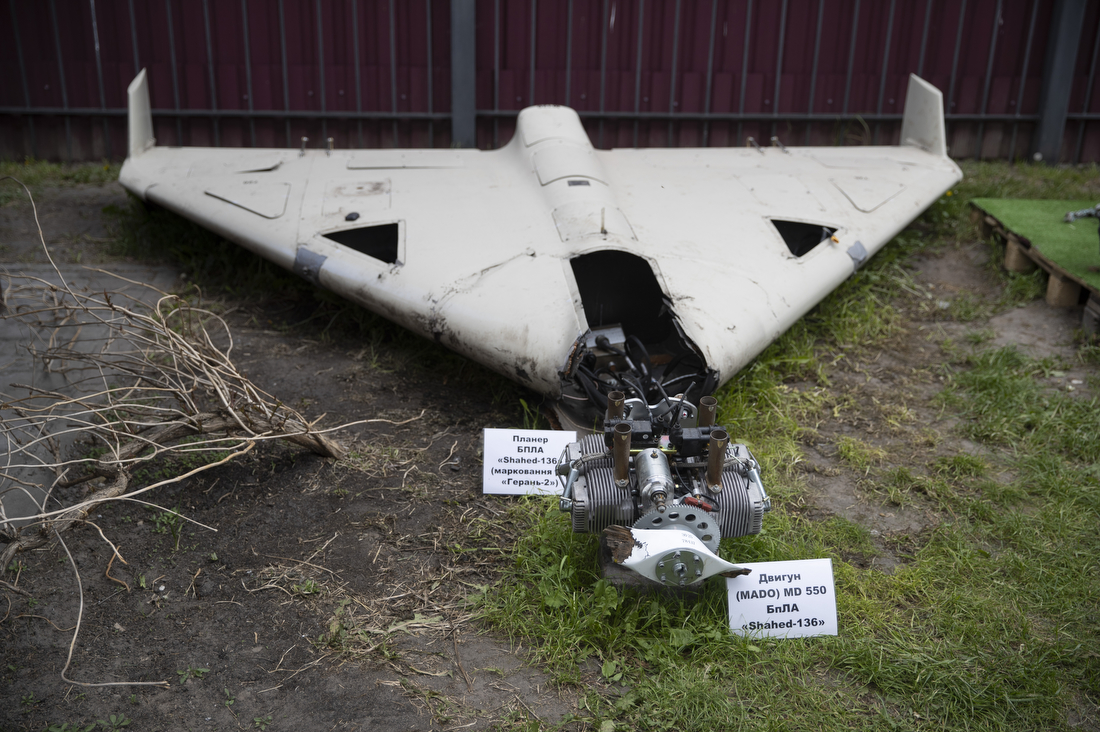
Vrak Šáhidu 136 nalezený v květnu 2023 po ruském útoku v Kyjevě

Měsíce před potvrzením jejich použití zpravodajské zdroje USA a ukrajinští představitelé tvrdili, že Írán dodal Rusku několik stovek bezpilotních letounů, včetně letounů Šáhid-136, ačkoli to Írán opakovaně popřel. Írán dosud oficiálně neoznámil dodávku jakékoli formy vojenské pomoci Rusku, ačkoli generálmajor Salámí naznačil, že „hlavní světové mocnosti používají zbraně íránské výroby“.
Dne 13. září 2022 naznačily první použití dronu fotografie zbytků letounu Šáhid-136 s ruským nápisem: Герань-2, (česky Geranium-2), provozovaného ruskými silami během invaze na Ukrajinu. Podle Rodiona Kugalina, velitele ukrajinského dělostřelectva 92. brigády, drony Šáhid-136 zničily během charkovské ofenzivy čtyři ukrajinské houfnice a dva BTR. Další použití dronů na Ukrajině bylo zaznamenáno 23. září v Oděse, kde byla videa útočících dronů nahrána na různé kanály sítě Telegram. Dne 25. září videa zveřejněná na sociálních sítích ukazují zintenzivnění používání dronu ruskými silami v okolí Oděsy a Dnipra. Tentokrát byly proti dronům vedle ručních zbraní použity i protiletadlový kanón a rakety země-vzduch, které sestřelily nejméně jeden dron. Řada z nich dokázala zasáhnout neznámé cíle, existují však i tvrzení, že bylo zasaženo velitelství ukrajinského námořnictva v Oděse.
V časných ranních hodinách 5. října se dronům Šáhid-136 podařilo dosáhnout města Bila Cerkva na střední Ukrajině i přesto, že se některé podařilo sestřelit jak pilotům ukrajinských stíhaček Mig-29, tak protivzdušné obraně. Je to poprvé, kdy tyto bezpilotní letouny dokázaly dosáhnout Kyjevské oblasti. Tyto útoky ukrajinský prezident Volodymyr Zelenskyj odsoudil jako „spolupráci se zlem“ a jejich důsledkem bylo omezení diplomatických styků mezi Íránem a Ukrajinou. Od 10. října 2022 začaly být nasazovány k útokům na civilní cíle v Kyjevě a dalších ukrajinských městech. Vzlétaly k nim z území Běloruska a z Krymu.
Ukrajinští vojáci nazývají dron „létající sekačka“ kvůli tomu, že používá dvoutaktní motor, který je údajně slyšet na vzdálenost několika kilometrů. Vojáci dále tvrdí, že je zranitelný palbou z ručních zbraní a ve srovnání s jinými drony je vyroben napůl „podomácku“. Ruskou verzi dronu kompletují v Rusku nezletilí studenti polytechnické školy v ruské republice Tatarstán, ve zvláštní ekonomické zóně (Special Economic Zone /SEZ) Alabuga .

### Útok na základny separatistických skupin v iráckém Kurdistánu
V roce 2022 použily pozemní síly Sboru islámských revolučních gard dron Šáhid-136 při útocích na velitelství separatistických skupin v iráckém Kurdistánu.

### Íránský útok na Izrael
Během íránského útoku na Izrael v noci z 13. na 14. dubna 2024 byly mezi jinými prostředky nasazeny i drony Šáhid-136 v počtu izraelskou stranou odhadnutém na přibližně 170 kusů, přičemž všechny byly obranou úspěšně zachyceny.

## Uživatelé

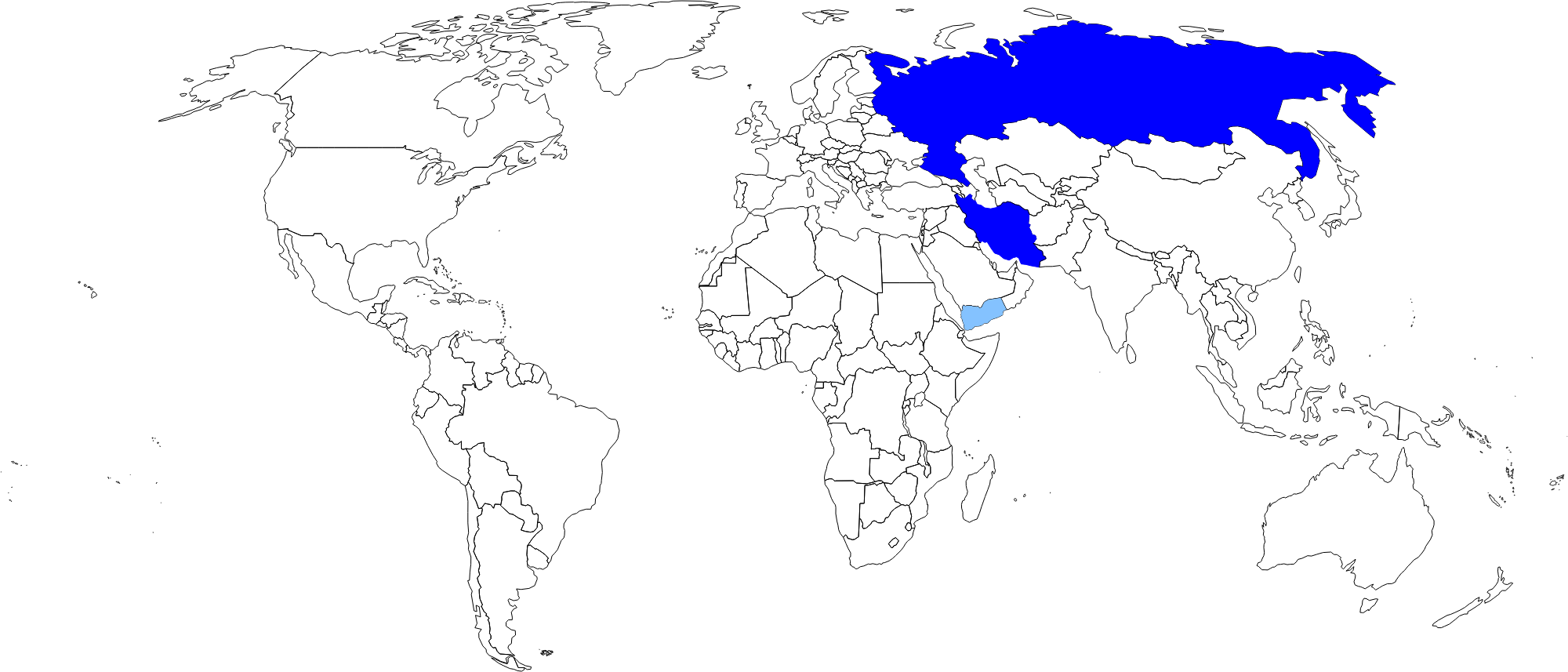
Přehled uživatelů (tmavomodře státy, světlemodře nestátní provozovatelé)

- Írán
- Rusko
- Hútiové

## Specifikace

Třípohledový nákres

### Hlavní charakteristiky
- Posádka: 0
- Délka: 3,5 m
- Rozpětí křídel: 2,5 m
- Hmotnost: 200 kg
- Pohonná jednotka: 1 × MD 550
- Výkon motoru: 37 kW (50 hp)

### Výkony
- Cestovní rychlost: 185 km/h
- Dolet: 1000 km (max. 2500 km)
- Výška letu: 60 až 4000 m

### Výzbroj
- Hlavní výzbroj: Vysoce výbušná fragmentace o hmotnosti 40-50 kg